# Wendy Wiebe
Wendy Lynn Wiebe (* 6. Juni 1965 in St. Catharines, Ontario) ist eine ehemalige kanadische Leichtgewichts-Ruderin. Sie gewann drei Weltmeistertitel.

## Sportliche Karriere
Die 1,72 m große Wendy Wiebe vom St. Catharines Rowing Club belegte mit dem Vierer ohne Steuerfrau den vierten Platz bei den Junioren-Weltmeisterschaften 1983. Bei den Weltmeisterschaften 1984 in Montreal wurden Wettbewerbe im Leichtgewichts-Rudern der Frauen als Demonstrationswettbewerbe ausgetragen. Wendy Wiebe gewann mit dem Achter die Bronzemedaille. Zwei Jahre später belegte sie mit dem Leichtgewichts-Vierer ohne Steuerfrau den sechsten Platz bei den Weltmeisterschaften 1986, bei den Weltmeisterschaften 1987 folgte der fünfte Platz.
Nach zwei Jahren Pause war Wendy Wiebe zusammen mit Brenda Colby bei den Weltmeisterschaften 1990 im Leichtgewichts-Doppelzweier am Start und die beiden Kanadierinnen gewannen die Bronzemedaille. Im Jahr darauf belegte Wendy Wiebe mit dem kanadischen Leichtgewichts-Doppelzweier den vierten Platz bei den Weltmeisterschaften 1991. Bei den Weltmeisterschaften 1992 in Montreal gewann Wendy Wiebe die Bronzemedaille im Leichtgewichts-Einer.
Ab 1993 bildete Wendy Wiebe mit Colleen Miller einen Leichtgewichts-Doppelzweier. Die beiden Kanadierinnen gewannen dreimal hintereinander den Welttitel: 1993 in Račice u Štětí, 1994 in Indianapolis und 1995 in Tampere. 1996 stand das Leichtgewichts-Rudern erstmals auf dem olympischen Programm. Bei der olympischen Regatta in Atlanta belegten Miller und Wiebe als Siegerinnen des B-Finales den siebten Platz.